# الکتاف
الکتاف یک منطقهٔ مسکونی در الجزایر است که در ناحیه أمیه ونسه، استان العود، الجزایر واقع شده‌است. الکتاف ۹۶ متر بالاتر از سطح دریا واقع شده‌است. این روستا در یک جاده محلی قرار دارد که از بزرگراه N16 به سمت شمال غربی منشعب می‌شود، در ۴/۵ کیلومتری (۲/۸ مایلی) جنوب غربی امیه ونسه و ۲۷ کیلومتری (۱۷ مایلی) جنوب غربی مرکز استان الوادی واقع شده است.